# Acción Femenina Leonesa
Acción Femenina Leonesa es un partido político de ideología conservadora, surgido en León (España) el 30 de noviembre de 1931. Su presidencia fue ocupada por Francisca Bohigas Gavilanes.

## Historia
Su origen parte de la proclamación de la II República, cuando un grupo de mujeres conservadoras deciden organizarse para combatir lo que en su juicio era la debacle moral, proponiendo como objetivos la defensa de la religión y la familia, valores que consideraban estaban en grave riesgo de desaparición por el nuevo gobierno.
El 4 de diciembre de 1932 celebran su primer congreso, donde se ratifican y aprueban por unanimidad los objetivos del partido.
El partido fue decayendo con el paso del tiempo, y absorbido por otros movimientos y partidos conservadores con mayor presencia social como Acción Agraria Leonesa, partido en el que se integró al poco de su fundación, y en el que finalmente se diluyó.